# گورمان (تگزاس)
گورمان، تگزاس (به انگلیسی: Gorman, Texas) یک شهر در ایالات متحده آمریکا با جمعیت ۱٬۲۳۶ نفر است که در تگزاس واقع شده‌است.

## موقعیت جغرافیایی
موقعیت جغرافیایی شهرها و مناطق اطراف به شرح زیر است: